# Художник по костюмам

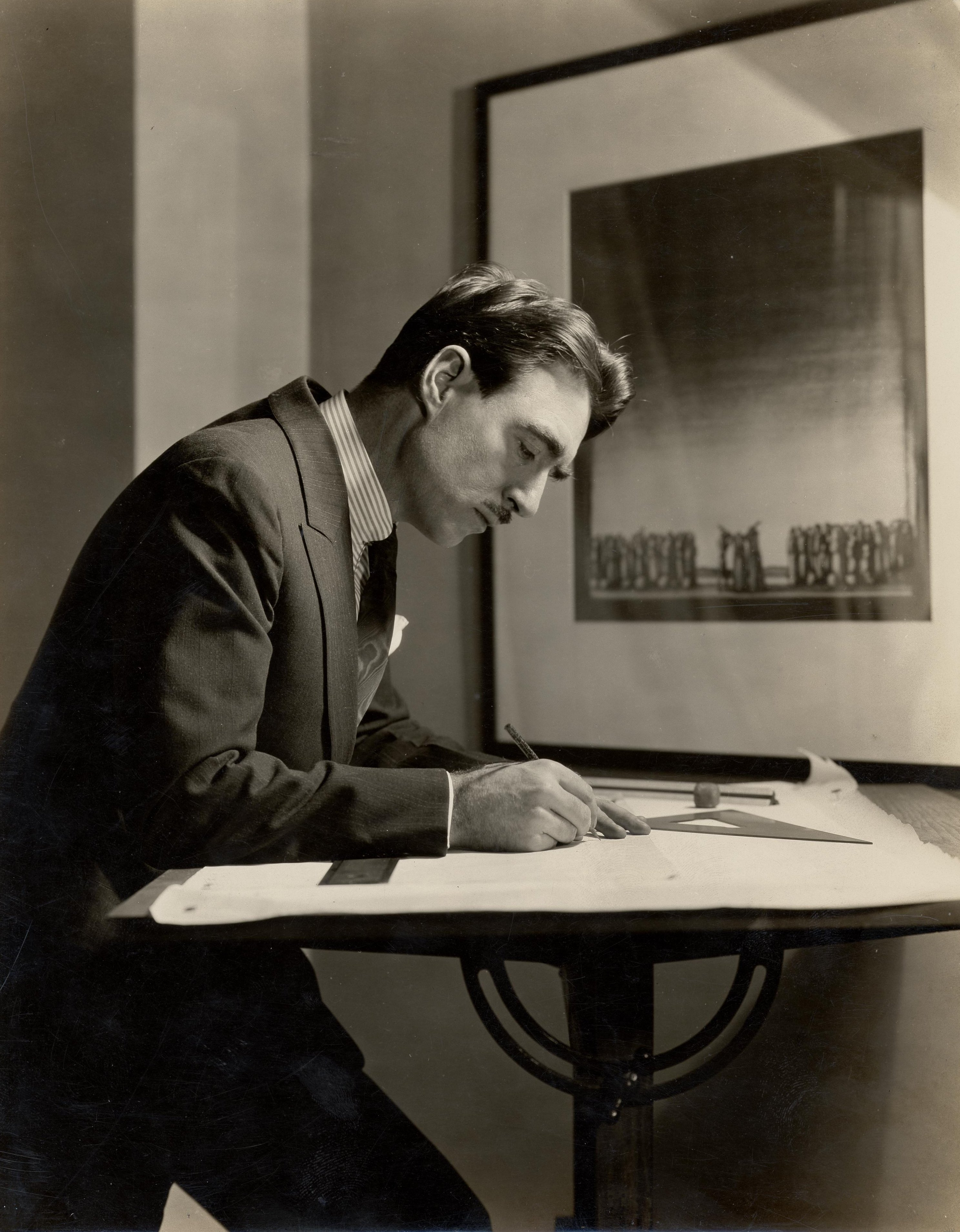
Американский художник по костюмам Роберт Эдмонд Джонс (1887—1954) за работой, 1920-е годы

Художник по костюмам отвечает за создание костюмов для театра, кино или телевидения. Его задачей является создание визуального образа всех персонажей и руководство костюмерами. Созданный художником по костюмам образ должен соответствовать видению персонажа режиссёром, и при этом костюм должен быть аутентичен для характера персонажа, его персонажа и эпохи, производство костюма должно укладываться в выделенные продюсером бюджет и сроки.

## Виды художников по костюмам
Как правило, профессиональные художники по костюмам делятся на три основных типа: фрилансеры, штатники и академики.
- Фрилансеров нанимают для работы над конкретной театральной, танцевальной или оперной постановкой. Они могут быть привязаны к театру, в котором работают, а могут быть просто наемными свободными художниками. Оплата их труда может производится тремя различными способами: предоплатой, на момент завершения работ или по открытии спектакля. Художники-фрилансеры не обязаны ограничивать себя только одной постановкой и могут работать в нескольких местах сразу.
- Штатники нанимаются определённым театром для серии постановок. Контракт может охватывать как краткий сезонный период, так и годы сотрудничества. Также, в некоторых случаях, при наличии этого пункта в контракте, штатным художникам по костюмам не дозволяется брать работу на стороне. В отличие от фрилансеров, штатники всегда должны быть на месте и быть доступными для труппы.
- Академики, как правило, ведут учебные профессиональные курсы. Обычно они выполняют роль, прежде всего, инструктора, но могут также состоять в штате какого-нибудь театра, работая по специальности. Кроме того, они часто работают фрилансерами, насколько им позволяет расписание. Если раньше инструкторами становились опытные профессионалы возможно и без специального образования, сейчас на эту должность берут в основном лишь дипломированных специалистов.

## Этапы работы художника по костюмам в кино
В кинопроцессе художник по костюмам стоит во главе так называемого «costume department» и стоит в ответе за бюджет, создание концепции персонажей, а нередко заказ материалов и даже пошив изделий, под его началом работают ассистент художника по костюмам и костюмеры. Традиционно порядок работы над проектом художника по костюмам выглядит следующим образом:
1. Ознакомление со сценарием: выстраивание образов героев в голове художника.Костюмеры берлинского Шиллер-театра, 1953

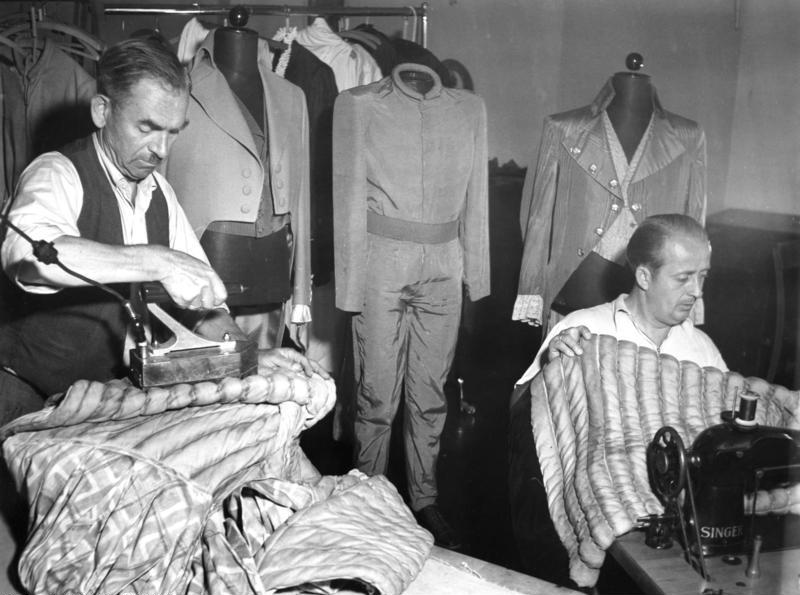
Костюмеры берлинского Шиллер-театра, 1953

2. Разговор с продюсером: фактически, обсуждение бюджетов и сроков, какие требуются материалы, сколько времени понадобится на пошивку и т. д.
3. Координация с режиссёром и художником-постановщиком: более тщательная проработка персонажей и их внешнего облика.
4. Первые актёрские пробы: происходит подбор костюмов из тех, что уже есть на киноскладе и которые максимально близки к финальному видению персонажа художника, так начинает формироваться тот образ, который в итоге будет на экране.
5. Разработка референсов и эскизов для фильма: на данном этапе выбирается основа для внешнего вида персонажей в форме рисунков художника или фотографий (например, соответствующей эпохи). Всё это, вплоть до оттенков, фактуры и рисунка тканей, должно отражать характер будущего персонажа. В качестве референсов же могут служить даже музыкальные произведения и объекты живой/неживой природы.
6. Закупка материалов и тканей: учитывая, что нужные материалы бывает не так легко найти, часто необходимые вещи заказываются из-за рубежа, художник должен быть уверен, что всё будет соответствовать его замыслу и работать вкупе со светом и цветокоррекцией. Иными словами, выглядеть должным образом уже на экране.
7. Пошив изделий: хотя для второстепенных актёров и массовки костюмы берутся из подбора, зачастую их приходится изготавливать в специальных мастерских. Таким образом, чтобы соблюдалась «правда жизни» и «правда искусства». Костюмы нередко приходится искусственно состаривать и подгонять по размеру, чтобы сюжетно они смотрелись органично.
8. Примерка готовых костюмов: художник встречается с актёрами, желательно в присутствии режиссёра-постановщика, и окончательно формирует образы героев. Разрабатываются нужные позы в соответствии с манерами и фактурами конкретных артистов. Случаются форс-мажоры, когда в последний момент происходит замена актёров, и костюм надо заново подшивать или переделывать с нуля.Костюмерная Шекспировского театра в Стратфорд-апон-Эйвоне, 1943

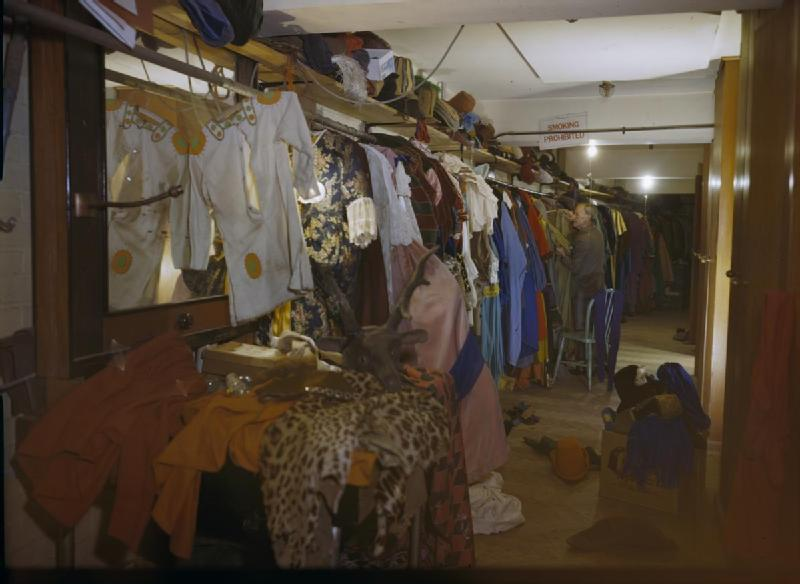
Костюмерная Шекспировского театра в Стратфорд-апон-Эйвоне, 1943

9. Съёмочный процесс и логистика изделий: художникам следует присутствовать на съёмках, дабы убедиться в том, что костюмы правильно сидят на актёрах, а также в том, чтобы последние держались и вели себя соответственно образу и социальному положению героя, это касается этикета обращения с одеждой, сообразно эпохе.
10. Постпродакшн: Судьба костюмов для кино по завершении съёмок, особенно в российской действительности, очень неоднозначна. Часто они попадают в подбор для будущих лент, иногда уничтожаются или попадают в руки продюсеров. Отдельные вещи остаются у художников по костюмам, в мастерских-примерочных и попадают на специальные тематические выставки.

## Источник
Как работает художник по костюмам? How To Make A Man. Дата обращения: 2 ноября 2015.